# اورلئان (سرزمین آلتای)
اورلئان (به لاتین: Orlean) یک منطقهٔ مسکونی در روسیه است که در سرزمین آلتای واقع شده‌است.